# Ritchie Torres
Ritchie John Torres (Nova Iorque, 12 de março de 1988) é um político estadunidense de Nova Iorque. Membro do Partido Democrata, ele é membro do Conselho do 15.º distrito da cidade de Nova Iorque. Eleito em 2013, ele é o primeiro candidato publicamente gay a ser eleito para um cargo legislativo no Bronx e o membro mais jovem do conselho municipal. Em 2016, Torres foi delegado da campanha de Bernie Sanders.
Em julho de 2019, Torres anunciou sua candidatura ao 15.º distrito congressional de Nova Iorque, para suceder o deputado José E. Serrano. O 15.º distrito é um dos distritos eleitorais mais democráticos do país. Torres venceu as eleições gerais de novembro de 2020 e assumirá o cargo em 3 de janeiro de 2021. Isso faz dele e Mondaire Jones os primeiros negros publicamente gays eleitos para o Congresso. Isso também fez de Torres o primeiro afro-latino publicamente gay eleito para o Congresso.

## Infância e educação
Torres é afro-latino; seu pai é de Porto Rico e sua mãe é afro-americana. Ele foi criado por sua mãe em Throggs Neck Houses, um projeto de habitação pública no bairro de Throggs Neck, no East Bronx, onde ele era frequentemente hospitalizado por asma devido ao crescimento de mofo em seu apartamento. Ele disse que, sobre crescer economicamente desfavorecido em “condições de favela”, “fui criado por uma mãe solteira que teve que criar três filhos com um salário mínimo e vivia em condições de mofo e vermes, chumbo e vazamentos”. Sua mãe o criou junto com seu irmão gêmeo e sua irmã. Torres se irritou com os 269 milhões de dólares do Trump Golf Links subsidiados pela cidade construídos “do outro lado da rua” em Ferry Point Park, em vez de moradias para nova-iorquinos com dificuldades; o parque foi construído em um aterro, levou quatorze anos para ser desenvolvido e foi inaugurado em 2015. Ele jurou então lutar pelo bem estar deles. No ensino fundamental, ele descobriu que era gay, mas não assumiu-se temendo a violência homofóbica.